# Dieter Schubert
Dieter Schubert (Pirna, 11 settembre 1943) è un ex canottiere tedesco.

## Palmarès

### Olimpiadi
- 2 medaglie:
  - 2 ori (Città del Messico 1968 nel quattro senza; Monaco di Baviera 1972 nel quattro senza)

### Mondiali
- 2 medaglie:
  - 2 ori (Bled 1966 nel quattro senza; St. Catharines 1970 nel quattro senza)

### Europei
- 3 medaglie:
  - 3 ori (Vichy 1967 nel quattro senza; Klagenfurt 1969 nell'otto; Copenaghen 1971 nel quattro senza)